# Adalbert von Falk
Pour les articles homonymes, voir Falk.
Franz Ludwig Adalbert Falk, depuis 1879 von Falk (né le 19 septembre 1856 à Lyck et mort le 25 mars 1944 à Berlin-Schmargendorf) est un général d'infanterie prussien.

## Biographie

### Famille
Falk est le fils du procureur et ministre prussien de l'Éducation Adalbert Falk et de sa femme Rose, née Passow (1827-1898). Falk se marie le 3 juin 1882 avec Meta von Lentzcke (née en 1861).

### Carrière militaire
Après son éducation et ses études au lycée royal Guillaume de Berlin, où il obtient son baccalauréat, Falk s'engage le 20 mars 1875 comme volontaire de trois ans dans le régiment de fusiliers de la Garde de l'armée prussienne. Le 12 octobre 1875, il y est nommé porte-enseigne et le 17 octobre 1876, il est promu au rang de sous-lieutenant. En 1879, il reçoit la noblesse que son père a refusée et qu'il a demandée pour son fils,. À partir du 1er octobre 1883, Falk passe trois ans à l'académie de guerre de Prusse, puis est promu premier-lieutenant et reçoit un sabre d'honneur en mars 1877 en reconnaissance de ses performances à l'académie. Le 1er avril 1888, il est nommé pour un an au Grand État-Major, avec promotion au grade de capitaine et position à la suite du 2e régiment de grenadiers de la Garde. Cette nomination s'accompagne de celle d'aide de camp du haut quartier-maître. Le 5 mars 1891, Falk est nommé second aide de camp du chef du grand état-major général, avec position à la suite de l'état-major général de l'armée. Du 19 septembre 1891 au 13 février 1893, il travaille ensuite à l'état-major général du 2e corps d'armée, puis est retourné au service des troupes en tant que commandant de compagnie dans le 10e régiment de grenadiers. L'année suivante, Falk rejoint l'état-major de la 13e division d'infanterie à Münster et devient major le 12 septembre 1895. Du 17 juin 1897 au 21 avril 1902, il est ensuite affecté comme chef de bataillon au 32e régiment d'infanterie. Ensuite, Falk a été muté comme lieutenant-colonel à l'état-major du 71e régiment d'infanterie. Avec effet au 1er octobre 1902, il est transféré avec l'uniforme de l'état-major général à l'académie de guerre en tant que professeur militaire. Le 17 mai 1904, Falk y devient membre de la direction et est promu colonel le 16 mars 1905. À partir du 21 mai 1906, il commande le 3e régiment de grenadiers. Le 2 avril 1909, il devient général-major et commande la 9e brigade d'infanterie à Francfort-sur-l'Oder. Le 27 janvier 1912, Falk est nommé inspecteur des écoles de guerre (de). Dans cette fonction, il est également en même temps président de la Commission supérieure des études militaires. Peu de temps après, le 22 avril 1922, il est promu Generalleutnant.
Au début de la Première Guerre mondiale, il est nommé commandant de la 2e division d'infanterie d'Insterbourg. oins de quatre semaines plus tard, il combat avec la grande unité lors de la bataille de Tannenberg. Du 4 au 7 octobre 1914, il est également temporairement chargé de diriger le 1er corps d'armée. Falk reste sur le front de l'Est et participe à la guerre des tranchées et à la bataille d'hiver en Mazurie. Pour ses services dans cette bataille, il reçoit la croix de commandeur avec épées de l'ordre de la Maison royale de Hohenzollern, après avoir déjà reçu les deux classes de la croix de fer. En octobre 1915, il est décoré de l'étoile de l'ordre de l'Aigle rouge de 2e classe avec feuilles de chêne et épées.
En raison de son âge, Falk est rappelé de son commandement au front et nommé dans son pays, le 2 juin 1916, général commandant du commandement général adjoint du 9e corps d'armée à Altona. Le 18 août 1916, il est promu General der Infanterie.

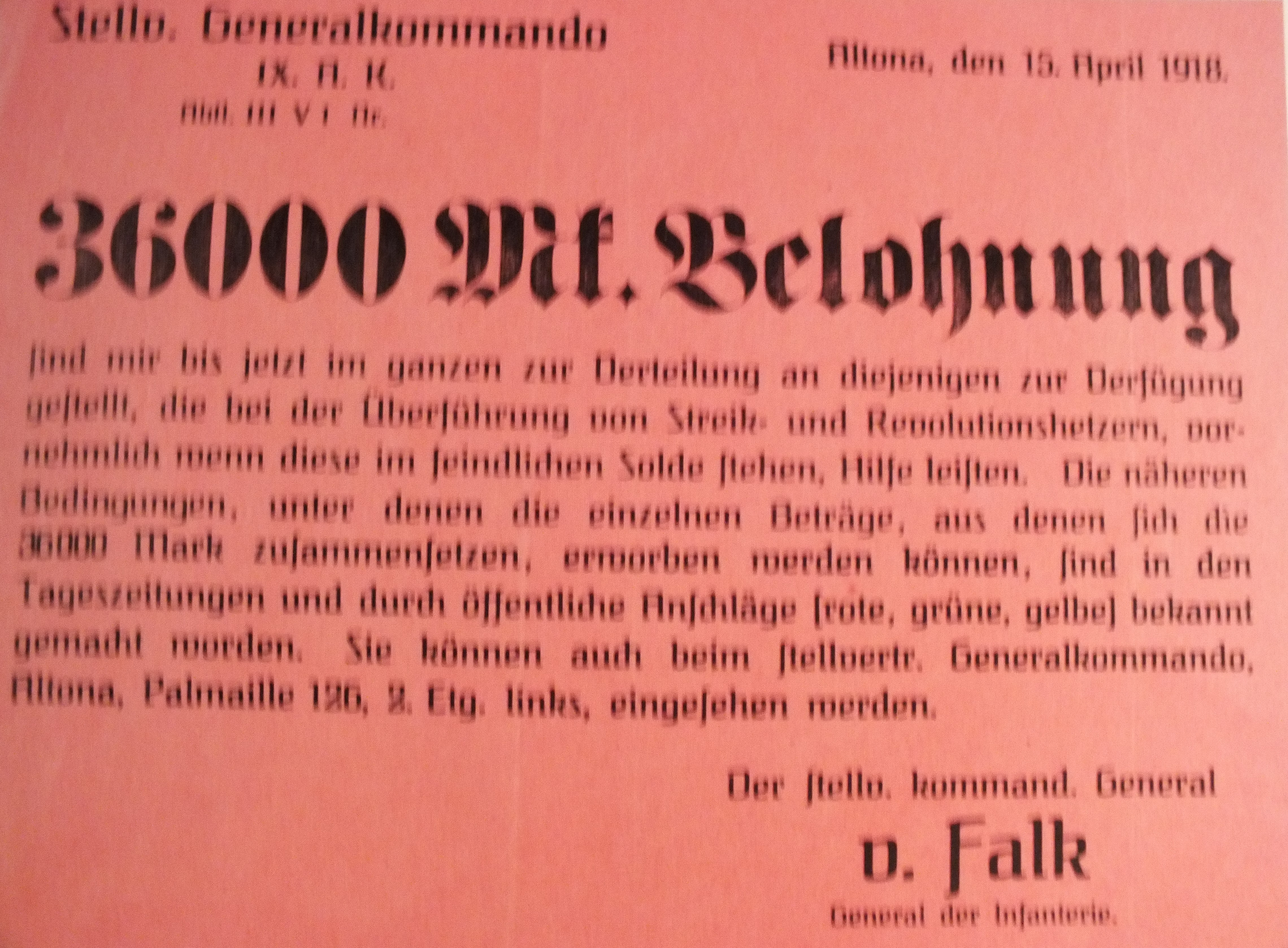
Affiche du 15 avril 1918 du Stellv. Generalkommando sous le général von Falk, invitant à dénoncer les "fauteurs de grèves et de révolutions" en échange de sommes considérables.

Lorsque le soulèvement des marins éclate à Kiel, le gouverneur, le vice-amiral Souchon, s'adresse le 3 novembre 1918 non pas au commandant militaire en chef de la région d'origine, mais directement au commandement général adjoint de la zone de corps adjacente à Altona, afin de maîtriser la révolte. Son général commandant, Adalbert von Falk, charge alors le commandant de troupe du commandement adjoint de la brigade (de) la plus proche de la zone  de la forteresse de Kiel, le général de division von Wright (de), de rassembler toutes les forces d'infanterie disponibles des bataillons de réserve sous ses ordres sous un commandement unique et de les transporter la nuit même à Kiel. Le commandement général fait préparer des trains à Lübeck et Neumünster pour leur transport. Wright alerte les bataillons de réserve de réserve du 162e régiment d'infanterie (de) et 84e régiment d'infanterie (de) de Schleswig, en garnison ici, et 163e régiment d'infanterie (de) à Neumünster. En faisant usage de la force - au moins huit personnes sont tuées - Souchon peut toutefois reprendre le contrôle de la situation et les mesures engagées par la brigade sont annulées avant minuit.
Cependant, le lendemain matin, les émeutes reprennent, si bien qu'à 10 h Souchon demande au chef d'état-major adjoint du corps l'aide des troupes de Rendsburg (85e régiment d'infanterie (de)) et de Lübeck. À 11 heures, le chef d'état-major général nomme par téléphone Wright commandant de tous les bataillons de réserve qui doivent être mis en marche vers Kiel.
Le plan de Wright prévoit de rassembler au sud de Kiel toutes les troupes d'intervention qui arrivent du secteur du corps d'armée et d'entrer dans Kiel avec une force unifiée. Ce plan se base non seulement sur ses "expériences de l'histoire de la guerre", mais aussi sur l'étude de l'état-major général de 1908 sur le "combat dans les villes insurgées", distribuée jusqu'aux états-majors des brigades.
Cependant, Souchon, excluant le commandement d'un chef de troupe de l'armée de terre sur le territoire du port de guerre naval de Kiel, refuse à la fois le plan de Wright et ce dernier en tant que commandant. Il prend contact avec Falk à Altona et, en faisant largement valoir sa réputation personnelle et sa position immédiate, il parvient à s'entendre avec lui pour que Wright soit relevé de son commandement le midi même par un appel du commandement général et que les troupes d'intervention soient placées sous le commandement direct de Souchon. Avec l'aide des dernières formations qui lui sont encore dévouées et des troupes qui leur ont été amenées, il veut rétablir la situation dans la zone fortifiée (de).
Ce projet doit cependant s'avérer inutilisable dès le départ. Contrairement à l'insistance du chef de l'armée, qu'il a désavoué, il fait entrer tous les trains spéciaux, occupés par des troupes d'intervention, dans la gare principale de la ville, qui est dirigée par des rebelles, dominée par les émeutiers. Là, la foule d'humeur révolutionnaire prend de court les transports entrants. Souchon se voit contraint d'entamer des négociations.
À la fin de la guerre, Falk est mis à disposition le 24 novembre 1918.

## Honneurs
- Étoile de l'ordre de la Couronne de 2e classe[8]
- Croix de décoration de service prussienne [8]
- Commandeur de l'ordre du Griffon [8]
- Commandeur de 2e classe de l'ordre de la Maison ernestine de Saxe[8]
- Commandeur de 2e classe de l'ordre de Frédéric[8]
- Commandeur de l'ordre du Sauveur[8]
- Citoyen d'honneur d’Ełk